# غريس لومبكين
غريس لومبكين (بالإنجليزية: Grace Lumpkin)‏ (3 مارس 1891، ميلدغفيل في الولايات المتحدة - 3 مارس 1980، كولومبيا في الولايات المتحدة)؛ روائية أمريكية.

## روابط خارجية
- غريس لومبكين على موقع الموسوعة البريطانية (الإنجليزية)
- غريس لومبكين على موقع قاعدة بيانات برودواي على الإنترنت (الإنجليزية)
- غريس لومبكين على موقع إن إن دي بي (الإنجليزية)